# Bimetal
Bimetal je spoj dveh jekel z različnimi oblikovnimi koeficienti. Ob segrevanju se kovina z večjim razteznostnim koeficientom raztegne bolj kot druga, zaradi česar se celoten bimetal raztegne. Raztezek je premosorazmeren temperaturi. 
Zaradi odvisnosti raztezanja od temperature se bimetali uporabljajo za veliko namenov, in sicer kot grelni vložki, nadtokovna zaščitna stikala itn.